# Carl Benjamin Klunzinger
Carl Benjamin Klunzinger est un zoologiste allemand, né le 18 novembre 1834 et mort le 21 juin 1914.
Il enseigne la zoologie, l’anthropologie et l’hygiène à l’université de Stuttgart. Klunzinger étudie en particulier la faune de la mer Rouge et est l’auteur de publications remarquées sur les coraux, les crabes et les poissons.

## Liste partielle des publications
- Bilder aus Oberägypten, der Wüste und dem Roten Meers (deux volumes, Stuttgart, 1877).
- Die Korallentiere des Roten Meers (trois volumes, Berlin, 1877-1879).
- Die Fische des Roten Meers (Stuttgart, 1884).